# Axel Sjöberg
Axel Sjöberg (Zweden, 8 maart 1991) is een Zweeds voetballer die bij voorkeur als centrale verdediger speelt. Hij tekende in 2015 een contract bij Colorado Rapids uit de Major League Soccer.

## Clubcarrière
Sjöberg speelde in de jeugd bij de Zweedse clubs Helenelunds IK en Djurgårdens IF. In 2010 tekende hij een contract bij Sollentuna IF, ten tijde spelend in de Division 2, het vierde niveau in Zweden. In 2011 besloot hij te gaan studeren in de Verenigde Staten, bij Marquette University. Daar speelde hij tevens voor het universiteitsteam, Marquette Golden Eagles.
In juli van 2014 onderging Sjöberg een stage bij het Zweedse GAIS. Tijdens de stage speelde hij in een vriendschappelijke wedstrijd tegen Lärje-Angered IF. Tot een overstap naar de club kwam het echter niet. Vervolgens werd hij als veertiende gekozen in de MLS SuperDraft 2015 door Colorado Rapids. Hij maakte zijn professionele debuut op 7 maart 2015 tegen Philadelphia Union. Hij kreeg in die wedstrijd een basisplaats en kreeg na afloop van de wedstrijd veel lof van Colorado trainer Pablo Mastroeni, die tevreden was over hoe Sjöberg na de rode kaart van Bobby Burling de leiding nam in de verdediging.